# Nevermore (band)

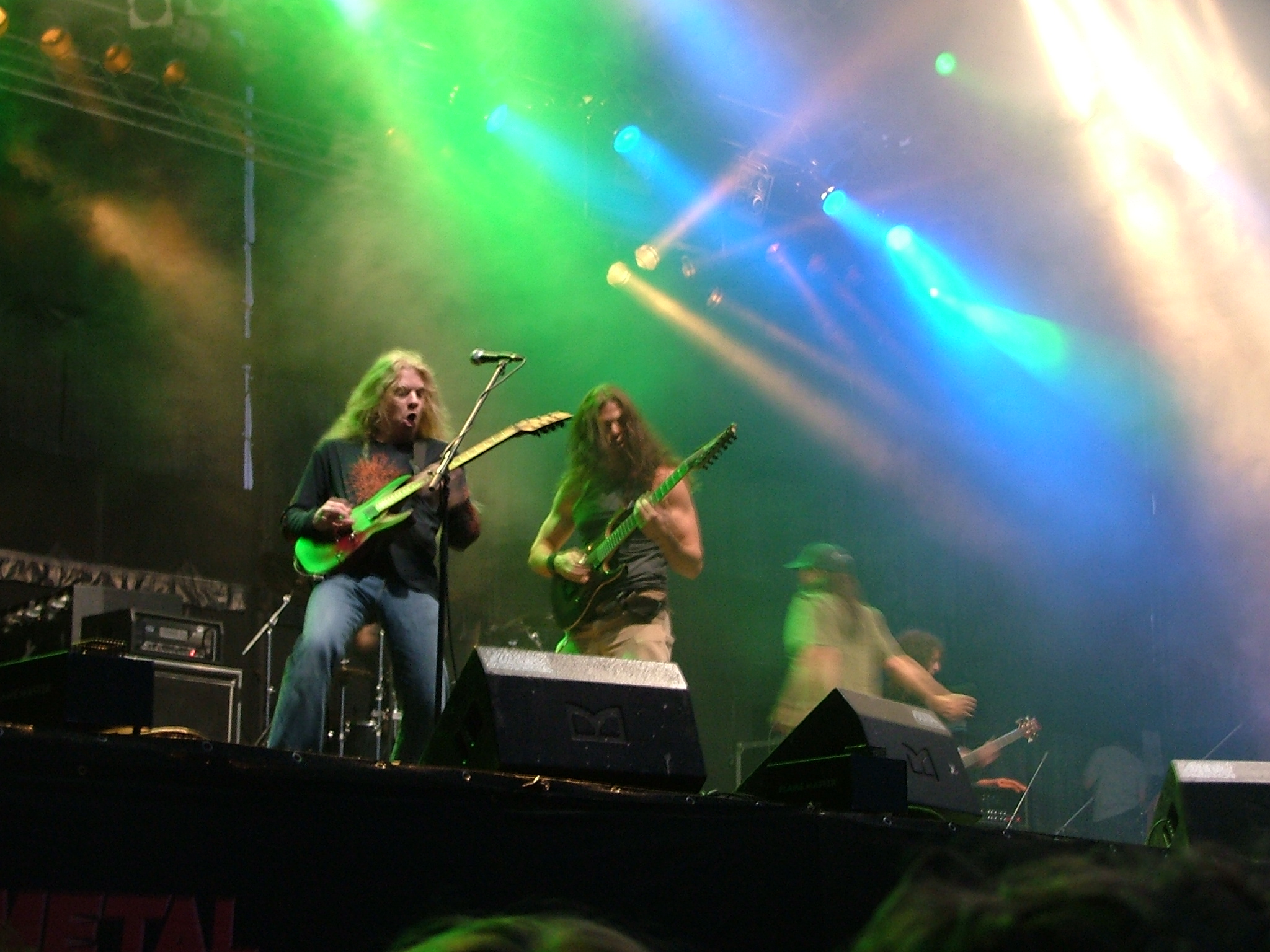
Nevermore op Summerbreeze 2007

Nevermore was een Amerikaanse heavymetalband uit Seattle (Washington), die in 1991 werd opgericht. De band stond bekend om het opnemen van elementen in hun muziek uit subgenres zoals thrash, power, progressieve en neo-klassieke metal. Ook kenmerkend is het gebruik van akoestische gitaren en een breed scala aan zangstijlen door zanger Warrel Dane. Vanaf 2011 worden alle activiteiten rondom de band stopgezet. Met het overlijden van Warrel Dane op 13 december 2017 is het einde van de band definitief.

## Geschiedenis
Nevermore vloeit voort uit de succesvolle metalband Sanctuary. De leden van deze band werden door hun platenlabel aangespoord om grunge te gaan spelen, het in die tijd in Seattle belangrijkste muziekgenre (Nirvana kwam ook uit Seattle). Enkele groepleden (Warrel Dane en Jim Sheppard) gingen hiermee niet akkoord en richtten Nevermore op.
De grote doorbraak kwam met de albums Dreaming Neon Black (over het gestaag gek worden van een man) en Dead Heart in a Dead World (met onder meer een cover van "The Sounds of Silence" van Paul Simon en Art Garfunkel).

### Voormalige bandleden
- Jeff Loomis - gitaar
- Jim Sheppard - bas
- Van Williams - drums
- Attila Voros - gitaar (Obsidian Conspiracy-tournee 2010)
- Pat O'Brien - gitaar (voorheen van Cannibal Corpse)
- Tim Calvert - gitaar
- Warrel Dane - zang (overleden op 13 december 2017)[1]
- Steve Smyth - gitaar
- Chris Broderick - gitaar (later van Megadeth)

## Uitgegeven werken
- Utopia (1992) - demo
- Nevermore (1994) - demo
- Nevermore (1995) - album
- In Memory 1996 - ep
- The Politics of Ecstasy (1996) - album
- Dreaming Neon Black (1999) - album
- Dead Heart in a Dead World (2000) - album
- Believe in Nothing (2000) - single
- Enemies of Reality (2003) - album
- This Godless Endeavor (2005) - album
- The Year Of The Voyager (2008) - dvd/livealbum
- The Obsidian Conspiracy (2010) - album